# Emtricitabina
La emtricitabina, nombre comercial Emtriva®, es un fármaco que se utiliza para el tratamiento de las infecciones por el virus de la inmunodeficiencia humana, agente causante del sida, así como para su prevención. Es un medicamento antirretroviral que pertenece al grupo farmacológico de los agentes inhibidores de la transcriptasa inversa análogos de nucleósidos, fue aprobado por la FDA el 2 de julio de 2003 y por la Agencia Europea de Medicamentos (EMEA) en octubre de 2003. Es un análogo del nucleósido citidina y actúa impidiendo la multiplicación del virus, interrumpiendo la síntesis de la cadena de ADN. Se administra por vía oral, la dosis habitual en adultos son 200 mg al día, se utiliza generalmente asociado a otros fármacos antirretrovirales, con objeto de evitar la aparición de resistencias.
 Existen preparados comerciales que asocian en la misma cápsula varios medicamentos contra el VIH, Truvada® es una combinación de emtricitabina y tenofovir, Atripla® contiene emtricitabina, tenofovir y efavirenz.

## Profilaxis pre-exposición
La asociación de emtricitabina y tenofovir (Truvada®) ha sido aprobada por la Agencia de Alimentos y Medicamentos estadounidense (FDA) para su utilización como fármaco preventivo, por ser capaz de reducir el riesgo de contraer la infección por VIH, lo que se conoce como profilaxis pre-exposición. Estaría indicado su empleo en personas sanas que presenten un riesgo alto de contagiarse a través de relaciones sexuales, por ejemplo en el caso de parejas de pacientes infectados o en el de trabajadores sexuales, lo que no implica que se abandonen otras medidas profilácticas, como el preservativo.